# Stephen Mandel
Pour les articles homonymes, voir Mandel.
Stephen Mandel, né le 18 juillet 1945 à Windsor, est un homme d'affaires et homme politique canadien, maire d'Edmonton de 2004 à 2013 et chef du Parti de l'Alberta de 2018 à 2019.

## Biographie
Né le 18 juillet 1945 à Windsor en Ontario où il grandit, Stephen Mandel s'installe à Edmonton en 1972 avec sa femme Lynn où ils adoptent deux enfants, Rachel et Adam. 

### Politique municipale
Après s'être présenté pour le poste de commissaire d'école, Stephen Mandel est élu au conseil municipal d'Edmonton pour le Ward 1 en 2001. En 2004, il devient maire en battant son adversaire Bill Smith (en), le maire d'Edmonton depuis neuf ans. 
En 2012, Mandel se lance dans une mission commerciale pour rencontrer les leaders du business et les leaders municipaux d'Asie, et assurer la place d'Edmonton dans le commerce mondial de l'énergie et du business.
Le conseil municipal de Mandel est responsable d'un grand nombre de réalisations d'infrastructure : expansion des lignes LRT, construction d'une nouvelle patinoire pour les Oilers d'Edmonton. La ville est l'une des six villes d'accueil de la Coupe du monde féminine de football 2015. Mandel proclame le centième anniversaire de la bibliothèque publique d'Edmonton « le jour de la bibliothèque publique d'Edmonton » délivrant l'adhésion gratuite à la bibliothèque,. Pour répondre aux besoins de la communauté autochtone d'Edmonton, la ville établit le Edmonton Urban Aboriginal Accord Initiative Project,. En 2011, Mandel instaure la Community Sustainability Task Force pour aborder les problèmes auxquels se heurtent les districts d'Edmonton.  L'organisation a fait un rapport sur les recommandations (par le biais du rapport ELEVATE).
Mandel ne sollicite pas de quatrième mandat et quitte le poste de maire d'Edmonton le 29 octobre 2013,.
En 2013, il possède le parc de maisons mobiles Strathcona County’s Lakeland Village.

### Politique provinciale
Le 15 septembre 2014, Mandel est nommé ministre de la Santé de l'Alberta par le premier ministre albertain Jim Prentice bien qu'il ne soit pas un député élu. Peu après, il se présente comme candidat progressiste-conservateur dans la circonscription d'Edmonton–Whitemud laissée vacante par le premier ministre et député démissionnaire, Dave Hancock. Lors de cette élection partielle, le 27 octobre 2014, il est élu député à l'Assemblée législative de l'Alberta battant le candidat néo-démocrate Bob Turner (en) par 2 853 voix. Mais, six mois plus tard, lors des élections générales du 5 mai 2015, il est battu par ce dernier par 5 628 voix. Il termine ses responsabilités de ministre de la Santé lors de la formation du nouveau cabinet le 24 mai suivant.

#### Chef du Parti de l'Alberta
Le 10 janvier 2018, Stephen Mandel annonce sa candidature à la chefferie du Parti de l'Alberta. Le 27 février 2018, il est élu chef du parti avec 66 % des voix, succédant à Greg Clark (en). Lors des élections du 16 avril 2019, son parti n'obtient que 9,08 % des voix et ne fait élire aucun député. Le 28 juin 2019, il annonce sa démission à titre de chef du parti

### Chancelier de l'Université Concordia d'Edmonton
De 2017 à 2023, il est chancelier de l'Université Concordia d'Edmonton (en).